# Ernst Scheurlen
Ernst Scheurlen (* 5. Dezember 1894 in Straßburg; † 8. April 1945 bei Groß Eilstorf) war ein deutscher Marineoffizier, zuletzt Vizeadmiral im Zweiten Weltkrieg.

## Laufbahn

### Kaiserliche Marine
Scheurlen trat, nach seinem Abitur, am 1. April 1912 (Crew 1912) als Seekadett in die Kaiserliche Marine ein und erhielt seine Grundausbildung an Land und auf dem Großen Kreuzer Victoria Louise. Vom 11. März 1913 bis zum 11. August 1914 folgte die Weiterbildung an der Marineschule Mürwik und in Speziallehrgängen; in dieser Zeit wurde er bereits am 12. April 1913 zum Fähnrich zur See befördert. Wenige Tage nach dem Beginn des Ersten Weltkriegs wurde Scheurlen am 12. August 1914 auf das Küstenpanzerschiff Odin kommandiert, auf dem er bis zum 16. Januar 1916 diente. In dieser Zeit erfolgte am 22. März 1915 seine Beförderung zum Leutnant zur See. Vom 17. Januar 1916 bis zum 12. Juni 1917 diente Scheurlen auf dem Schlachtkreuzer Von der Tann, auf dem er an der Skagerrakschlacht am 31. Mai/1. Juni 1916 teilnahm. Danach wurde er Kommandant des Hilfsminensuchers Kabeljau, den er bis Februar 1918 befehligte. In dieser Dienststellung wurde er am 25. Dezember 1917 zum Oberleutnant zur See befördert. Anschließend übernahm Scheurlen den Hilfsminensucher Baltrum. Im September 1918 wechselte er als Kommandant auf das neue Minensuchboot M 120, das er auch nach dem Ende des Krieges in der Reichsmarine noch bis zum 9. März 1921 befehligte. Für seine Leistungen während des Krieges war Scheurlen mit beiden Klassen des Eisernen Kreuzes sowie dem Ritterkreuz II. Klasse des Friedrichs-Ordens mit Schwertern ausgezeichnet worden.

### Reichsmarine
Vom 1. Oktober 1922 bis zum 28. Februar 1924 war Scheurlen Kommandant des Stationstenders M 134, der am 30. September 1921 der Marinestation der Nordsee überstellt worden war. Im März-April 1924 folgte ein Lehrgang an der Küstenartillerieschule (K.A.S.) in Wilhelmshaven, woraufhin Scheurlen am 2. Mai 1924 als Kompaniechef zur Küstenwehrabteilung IV (Cuxhaven) versetzt und dort am 1. August 1924 zum Kapitänleutnant befördert wurde. Vom 26. September 1925 bis zum 25. September 1928 diente er als Lehrer an der Küstenartillerieschule in Wilhelmshaven, danach bis zum 7. Januar 1930 als Artillerieoffizier auf dem Leichten Kreuzer Emden und vom 8. Januar 1930 bis zum 23. September 1931 als 2. Artillerieoffizier auf dem alten Linienschiff Schlesien. Seine nächste Dienststellung, vom 24. September 1931 bis zum 30. März 1933, war die eines Instrukteurs beim Schiffsartillerieversuchskommando, wo er am 1. Dezember 1931 zum Korvettenkapitän befördert wurde. Es folgten sechs Monate, vom 31. März 1933 bis zum 27. September 1933, als 1. Artillerieoffizier auf dem Linienschiff Schleswig-Holstein, ehe er wieder in seinem Fachgebiet als Marineartillerist an Land eingesetzt wurde: ab 28. September 1933 beim Schiffsartillerieversuchskommando und ab 3. Oktober 1934 im Stab der Küstenartillerieschule in Wilhelmshaven.

### Kriegsmarine
Am 30. Oktober 1935 (bis 2. November 1938) wurde Scheurlen als Kommandeur zur III. Marineartillerieabteilung (III. M.A.A.) versetzt. Dort erlebte er am 1. Oktober 1936 seine Beförderung zum Fregattenkapitän und am 1. März 1938 zum Kapitän zur See und amtierte mehrfach in Stellvertretung als Kommandeur der Befestigungen der pommerschen Küste (31. Juli – 8. August 1936, 18. Januar – 6. Februar 1937, 15. Februar – 2. März 1938). Es folgte ein achtmonatiges Zwischenspiel im Seedienst, als Kommandant des Leichten Kreuzers Königsberg vom 3. November 1938 bis zum 26. Juni 1939.
Am 27. Juni 1939 wechselte er als Kommandeur an die Marine-Flugabwehr- und Küstenartillerieschule (Fla.K.S.) in Swinemünde. Gleichzeitig war er als Kommandeur der Fla.K.S. in Personalunion Leiter des Artillerieversuchskommandos Land (A.V.K.L.). Zweimal fungierte er in dieser Zeit gleichzeitig in Stellvertretung auch als Amtierender Festungskommandant Pommernküste (3. Juli – 15. Juli 1939, 6. Oktober 1939 – 17. Januar 1940). Bei der Vorbereitung zur Invasion Englands (Unternehmen Seelöwe) war Scheurlen gleichzeitig vom 29. August 1940 bis zum 27. Oktober 1940 Kommandeur der Seebefehlsstelle Le Havre und designierter Chef der Transport-Flotte E, die die erste Angriffswelle der 9. Armee (6. Gebirgs-Division, der 8. und 28. Infanterie-Divisionen) sowie Stäbe und Korpstruppen des VIII. und X. Armeekorps in den vorgesehenen Landungsraum Brighton bis Selsey übersetzen sollte; gleichzeitig sollte er selbst auch den Schleppverband 5 aus Le Havre befehligen. Bei der Teilung der Fla.K.S. am 1. Januar 1941 in die Marineflugabwehrschule (M.Fla.S.) und die Küstenartillerieschule (K.A.S.), wurde Scheurlen Kommandeur der Marineflugabwehrschule, die im September 1941 in Marineflugabwehrschule I umbenannt wurde. Diese Stellung hatte er bis zum 28. Februar 1943 inne.
Scheurlen wurde am 1. April 1942 zum Konteradmiral befördert und am 15. Juli 1942, bei gleichzeitiger Beibehaltung seines Postens als Schulkommandeur, zum Führer des Marineeinsatzstabs Krim ernannt, der für die Vorbereitung und Durchführung der Unternehmen „Blücher“ bzw. „Blücher II“, das Übersetzen deutscher Truppen in den ersten Septembertagen über die Straße von Kertsch, verantwortlich war. Bei der dann erfolgten Aufstellung des Marineeinsatzstabes Kertsch blieb er noch bis zum 7. Dezember 1942 dessen Befehlshaber. Auch bei der erneuten Neuaufstellung des zwischenzeitlich aufgelösten Landungseinsatzstab Kertsch war er wieder vom 15. Februar bis zum 15. Mai 1943 dessen Befehlshaber, aber die Aufstellung wurde nicht mehr vollständig vollzogen und es kam, im November 1943 aufgelöst, zu keinem weiteren Einsatz.
Scheurlen wurde danach zur Verfügung des Befehlshabers des Marineoberkommandos Ostsee gestellt und dann am 23. Juni 1943 zum Küstenbefehlshaber Deutsche Bucht ernannt. Am 1. August 1944 wurde er zum Vizeadmiral befördert. Vom 13. August 1944 bis zur Auflösung dieser Dienststelle am 6. September 1944 war er Kommandierender Admiral französische Südküste, danach bis zum 10. Februar 1945 wiederum Küstenbefehlshaber Deutsche Bucht bzw. Kommandierender Admiral Deutsche Bucht. Als Gerichtsherr wurde Scheurlen dadurch bekannt, dass er die beiden jungen, auf Wangerooge eingesetzten Schüler und Marinehelfer Ernst Jünger jr. (Sohn des Schriftstellers Ernst Jünger) und Wolf Jobst Siedler, die aufgrund einer Denunziation wegen regimekritischer Bemerkungen das Todesurteil zu befürchten hatten, lediglich zu neun Monaten Zuchthaus und anschließender „Frontbewährung“ verurteilen ließ.

### 2. Marine-Infanterie-Division und Tod
Am 11. Februar 1945 wurde Scheurlen als Kommandeur mit der Aufstellung der 2. Marine-Infanterie-Division beauftragt, die dann im März in Glückstadt und Itzehoe größtenteils aus verfügbarem Marinepersonal aufgestellt wurde, das für die Kriegführung zu Land kaum ausgebildet war. Hinzu kamen eine Anzahl junger SS-Soldaten, aus der Hitlerjugend rekrutierte Jungen von teilweise nur 16 Jahren, die zunächst als Ersatz für die 12. SS-Panzer-Division „Hitlerjugend“ vorgesehen waren, sowie zwei ungarische Einheiten von zweifelhafter Kampfmoral. Die Division war auf dem Papier wie eine Volksgrenadier-Division gegliedert, blieb aber praktisch ohne schwere Waffen, ausgerüstet in der Hauptsache mit Gewehren und Panzerfäusten. Die Division war ursprünglich dazu vorgesehen, mit der 7. Panzer-Division und der 25. Panzergrenadier-Division den geplanten Befreiungsangriff unter dem SS-Obergruppenführer und General der Waffen-SS Felix Steiner („Armeegruppe Steiner“) auf Berlin durchzuführen. Sie meldete am 2. April 1945 einsatzbereit und wurde in den Raum Bremen verlegt und am 5. April für die Verteidigung der Linie Weser-Aller gegen die vorrückenden Briten (im Raum Cloppenburg, Bersenbrück, Nienburg, Verden, Schwarmstedt, Walsrode, Visselhövede) der Armeegruppe Student, ab 10. April Armeegruppe Blumentritt, unterstellt. Dort wurde sie in den folgenden Wochen mit hohen Menschenverlusten weitgehend aufgerieben.
Scheurlen selbst wurde schon am 7. April bei einem Tieffliegerangriff auf seinen Horch-Befehlswagen bei Groß Eilstorf in der Nähe von Walsrode so schwer verwundet, dass er am nächsten Tag verstarb.

## Auszeichnungen
- Deutsches Kreuz in Gold am 29. September 1943